# Wams

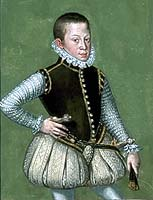
XVI-wieczny wams w połączeniu z marszczoną koszulą i bufiastymi pludrami

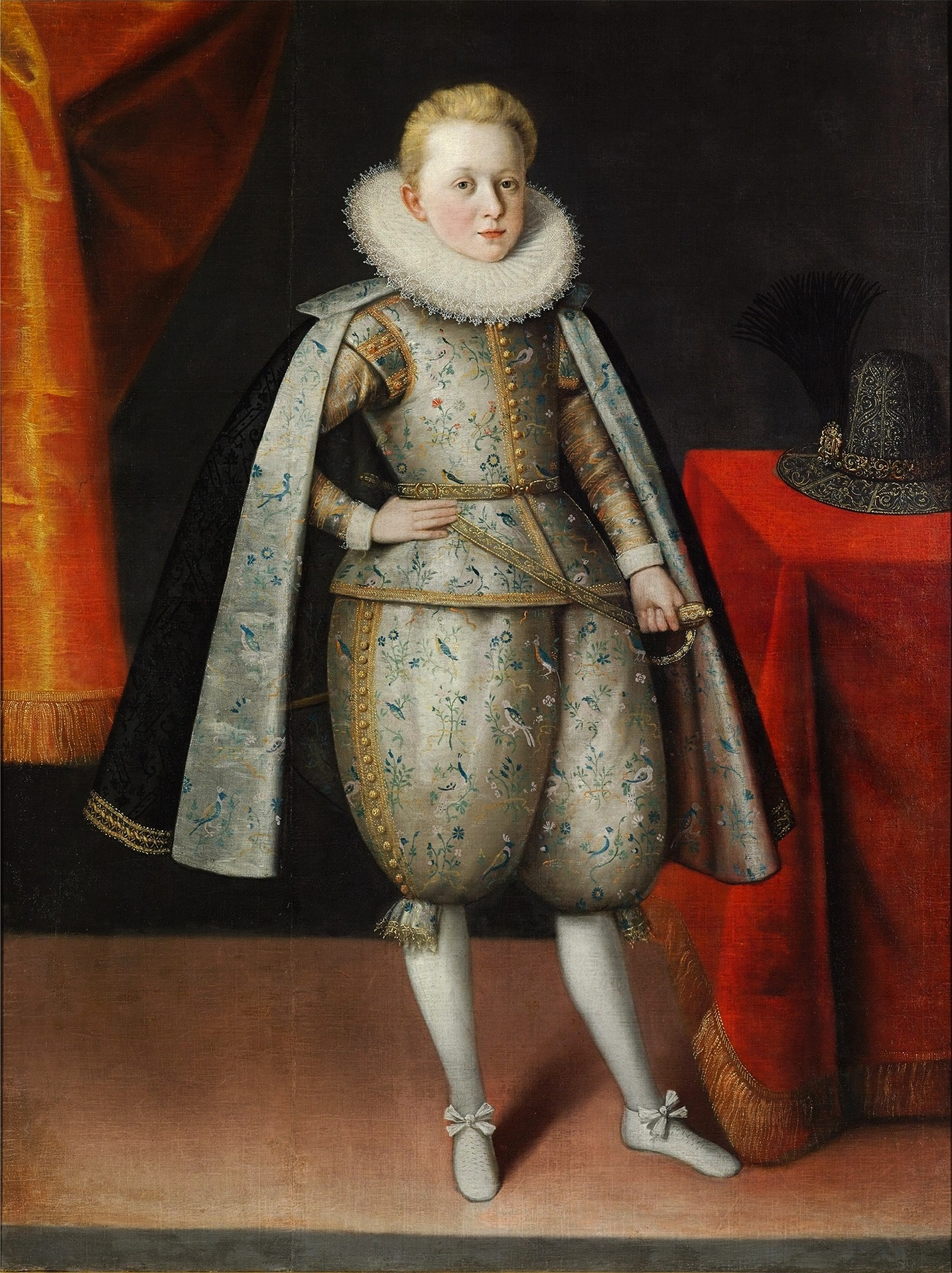
Władysław Waza w stroju dworskim

Wams (niem.) – rodzaj krótkiego obcisłego kaftana noszonego przez mężczyzn od połowy XVI do połowy XVII wieku, rozpowszechnionego przede wszystkim w Hiszpanii i Niemczech.
Jako przekształcenie włoskiego sajana był on bardziej dopasowany i z przodu cienko podwatowany, pozbawiony dekoltu i o usztywnionych ramionach, a w talii wcięty, spiczasto wydłużony i zakończony krótką baskiną. Jego nazwę wywodzi się od starofrancuskiego wambais, jak w średniowieczu określano kaftan zakładany pod zbroję.
Usztywniony i nieznacznie podwatowany wams był ubiorem obcisłym, na przodzie wydłużonym w szpic, z watowanymi wałkami na ramionach. Wykonywano go z sukna, atłasu lub aksamitu; zdobiono nacinaniem, haftem albo pasmanterią. Na przełomie XVI/XVII w. jego odmianą była kazjaka, odznaczająca się podwójnymi rękawami zróżnicowanej barwy i zdobionymi drobnym perforowaniem. 
Skrócone wamsy najemnych żołnierzy (landsknechtów) sięgały jedynie do pasa, charakteryzowały się za to licznymi głębokimi rozcięciami i dużą barwnością (z łączeniem niekiedy aż 4 kolorów), powszechnie zwracających uwagę fantazją i dziwactwem. Za ich przykładem elementy te zaczęto stosować w ekscentrycznej modzie dworskiej, wywierały one też pewien wpływ na ubiór pozostałej ludności. W Polsce wamsy w ogóle nie zyskały popularności jako wytwór mody cudzoziemskiej; noszono je tylko w środowisku dworskim za przykładem króla Zygmunta III Wazy. Portret małoletniego królewicza Władysława (1605) świadczy, że na dworach w wamsy strojono także dzieci; czasem moda francuska nakazywała uwypuklanie podkładem przodu tego stroju w tzw. gęsi brzuch. 